# Montserrat (berg)

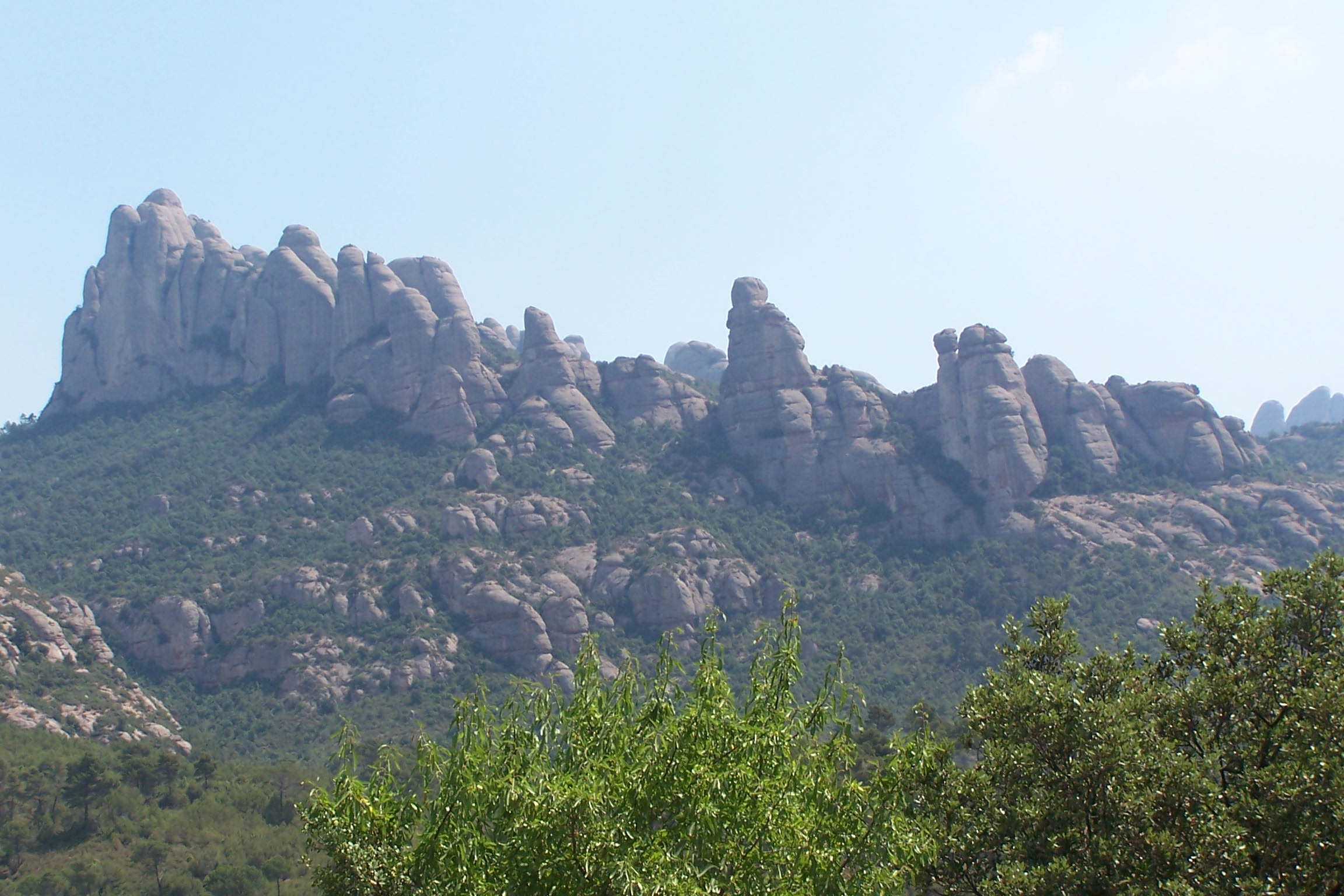
Het gezaagde karakter van Montserrat

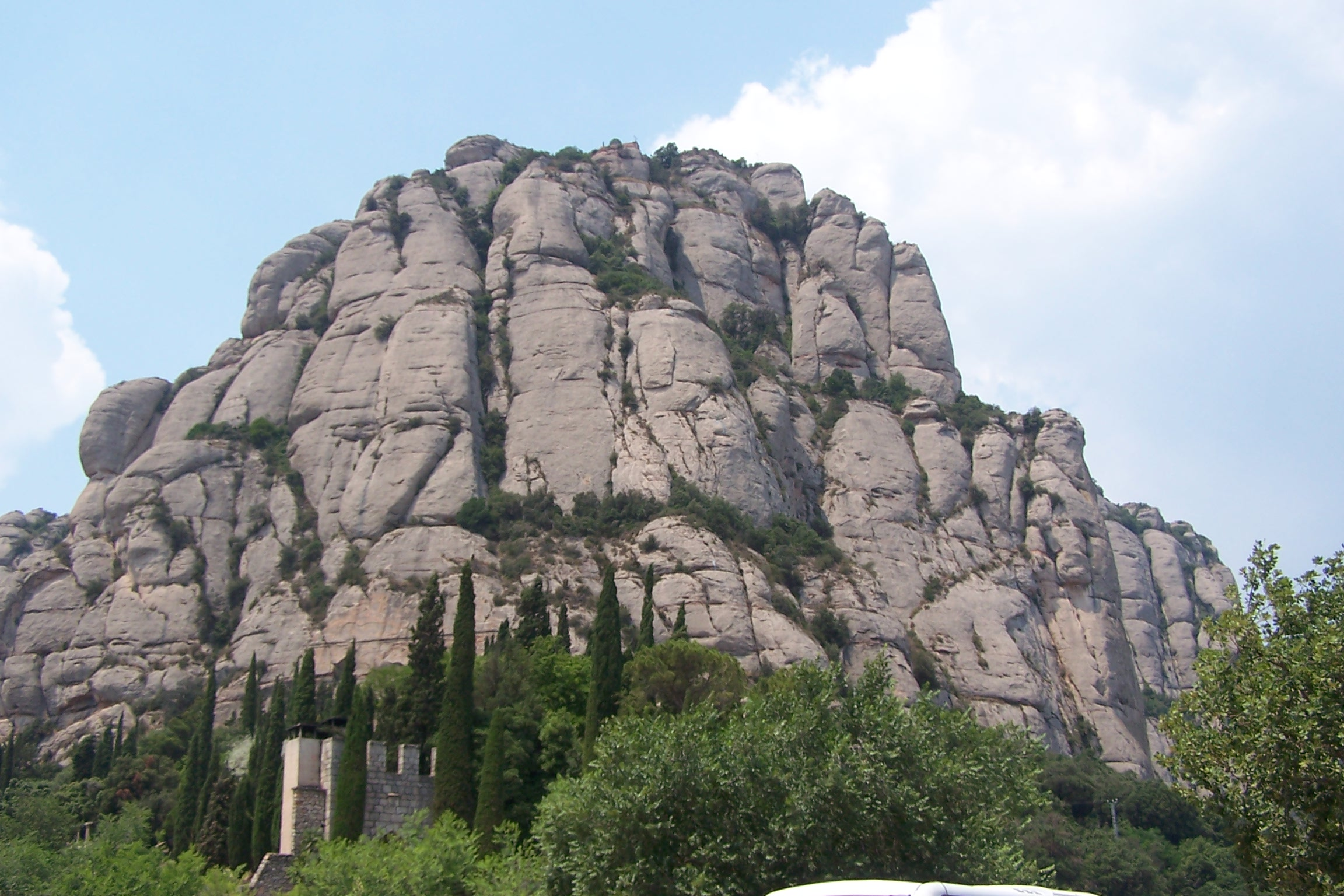
Maquis-vegetatie op Montserrat

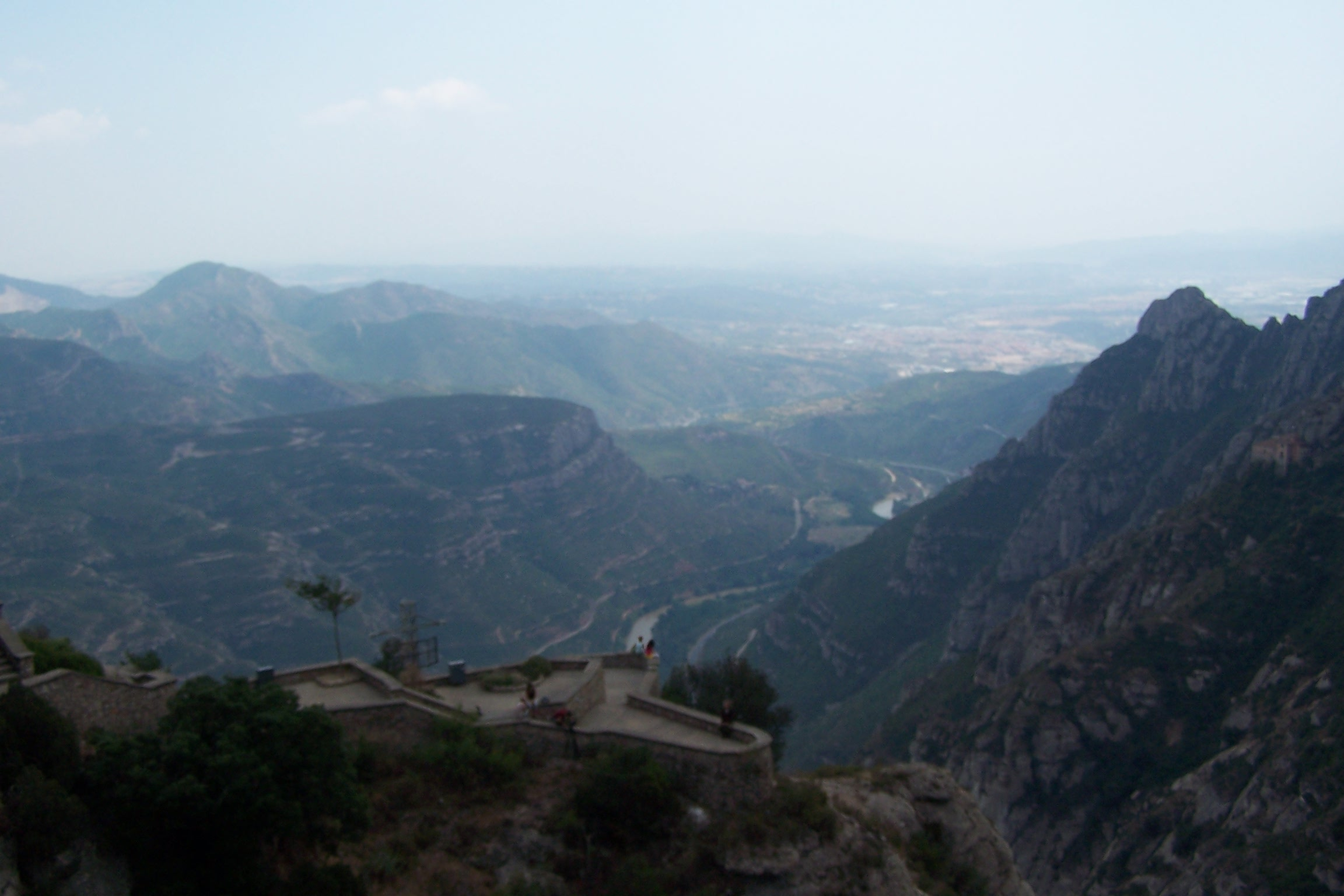
Uitzicht vanaf Montserrat naar het veel vlakkere zuiden

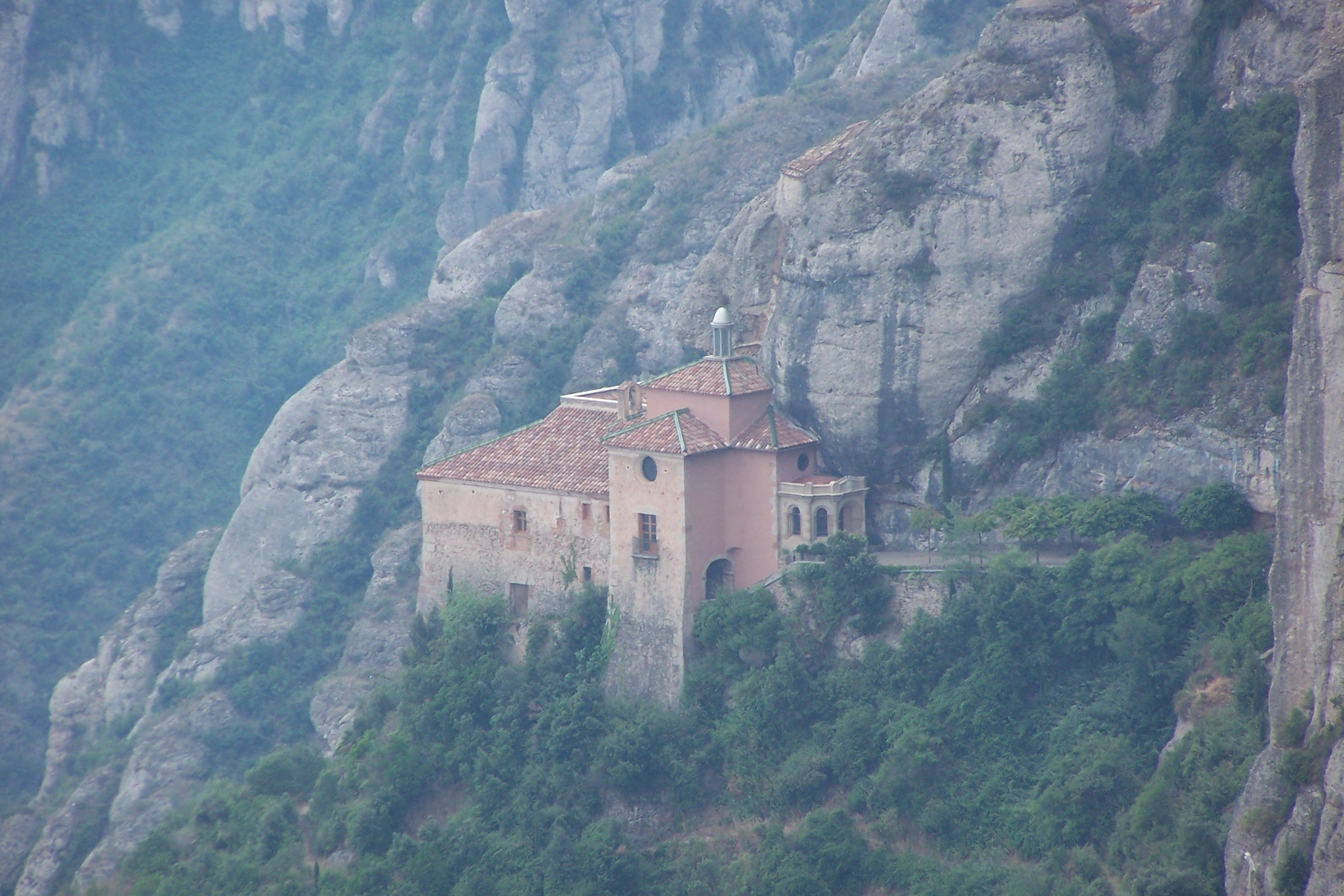
Een klooster op de Montserrat

Montserrat is een berg en natuurpark in Catalonië, Spanje. Volgens de overlevering is dit de belangrijkste en meest mysterieuze berg van Catalonië. Hij is ongeveer 50 km ten noordwesten van Barcelona gelegen en vormt de scheiding tussen de comarca's Anoia, Bages en Baix Llobregat. Op de berg, in de gemeente Monistrol de Montserrat zijn het heiligdom en het Benedictijnse klooster van Montserrat gevestigd. Ook is er de mogelijkheid op de berg te overnachten in een hotel. Jaarlijks trekken het klooster en de berg in het algemeen veel toeristen, waaronder katholieke pelgrims en klimmers.

## Naamgeving
De naam van de berg is afgeleid van de Catalaanse woorden mont, "berg", en serrat, dat in het Catalaans "gezaagd" betekent. Zowel het Spaanse sierra, als serrat komen oorspronkelijk van het Latijnse serra, dat "zaag" betekent. De letterlijke naam van de berg is daarmee "gezaagde berg". Het dankt deze naam aan het bijzondere geomorfologische uiterlijk van de berg, dat doet denken aan zaagtanden.
In het Catalaans wordt de naam Montserrat wel gebruikt als eigennaam voor vrouwen, waarbij het meestal wordt afgekort tot Mont, Montse, Muntsa, Serrat of Rat. Sinds het einde van de 19e eeuw wordt de naam ook voor mannen gebruikt.

## De berg
De berg torent uit boven het in de omgeving vrij vlakke Catalaanse landschap, met de Sant Jeroni als hoogste piek (1236 m). Andere hoge pieken zijn de Cavall Bernat, Les Agulles, Serrat del Moro, Montgrós, Sant Joan en Palomera. In 1987 werd Montserrat aangewezen als nationaal park, om het behoud van deze bijzondere berg te garanderen.
Het vegetatietype dat dominant is over de gehele berg, is de maquis of "mediterraanse struik". De fauna die de berg kenmerkt, omvat vleermuizen, wilde zwijnen en wilde geiten.

## Geologie
De bijzondere vorm van de zuidoost - noordwest georiënteerde berg wordt direct veroorzaakt door de gesteente-eigenschappen. Er is veel gespeculeerd over de geologische achtergrond van de berg. Als men de berg voor het eerst ziet, zou men kunnen denken aan een van vulkanische oorsprong of aan een groot koraalrif. Bij nadere bestudering van het gesteente, kwam naar voren dat dit bestond uit een conglomeraat met een calcietrijke matrix. Door een proces als karstificatie zouden de "tanden" van het gebergte dan uitverweerd zijn. Het gesteente is tevens vrij roze van kleur, wat vaak duidt op een continentale oorsprong van gesteenten. De combinatie kalk en continentale gesteenten komt niet vaak voor en heeft dan ook een speciale achtergrond.
Ten tijde van de vorming van de Montserrat, in het Eoceen, was het Catalaans kustgebergte gevormd door noordwestwaartse overschuivingen. Dat kustgebergte bestond uit Paleozoïsche en Mesozoïsche gesteenten. Aan de rand van dit gebergte vormden zich, zoals aan de randen van andere hoger gelegen delen op Aarde, puinwaaiers. De Mesozoïsche gesteenten uit het gebergte waren rijk aan kalk en vormden zodoende puinwaaiers met veel calciet. Deze puinwaaiers werden afgezet in een band langs dit Catalaanse gebergte. Na de vorming van de puinwaaiers, trad in het Neogeen extensie van het oostelijke deel van Catalonië op, met de vorming van de Balearen tot gevolg en als gevolg hiervan werd het overschuivingsfront dat eerst het Catalaanse gebergte opgeheven werd, een afschuivende breuk en verdween het achterland van de Montserrat.
De puinwaaier van Montserrat bleef net als de andere puinwaaiers die langs het Catalaanse gebergte gelegen waren, in het landschap achter. De puinwaaiers die veel calciet in hun matrix bevatten waren moeilijker te eroderen dan puinwaaiers die puur uit siliciclastisch gesteente bestonden en deze puinwaaiers steken nog steeds uit boven het landschap. Er is door de kalk-component van het gesteente uit het achterland een competenter gesteente ontstaan dat dat van de omgeving. Dit fenomeen heeft ertoe geleid dat het nu uitsteekt boven het recessievere landschap.

## Spiritualiteit
Sinds de Catalanen volgens de legende het beeld van de Maagd Maria in de heilige grot Santa Cova zagen, is de berg omgeven geweest door spiritualiteit. Naast het klooster bevinden zich op de berg ook een aantal kleinere kerkjes en kapelletjes, waarvan sommige verlaten zijn.
De Maagd, die vanwege haar donkere kleur la Moreneta ("de Bruine") genoemd werd, is een houten beeld in romaanse stijl uit laat-17e eeuw. De kleur is het resultaat van de veroudering van de vernis door de tijd heen. De feestdag van de Maagd van Montserrat wordt gevierd op 27 april. De Maagd wordt beschouwd als de beschermvrouwe van Catalonië.

### Het klooster
Het Klooster van Montserrat (Catalaans: Monastir de Montserrat) bevindt zich op een hoogte van 720 meter aan de oostzijde van de berg. Het staat bekend als bedevaarts- en toeristenoord. Ook is er een hotel gevestigd.
Het klooster bevat een bibliotheek met bijna 300.000 werken, waaronder het 14e-eeuwse Llibre Vermell (een verzameling Mariale pelgrimsmuziek) en een museum waar zich werk van El Greco, Picasso en Salvador Dalí bevindt. In dit museum bevinden zich ook enkele schatten uit het Oude Egypte, waaronder een mummie.

## Toegang
De berg kan met de auto beklommen worden over de Carretera de Montserrat. Vanuit Barcelona is de berg ook eenvoudig te bereiken met treinen van de FGC. Vanaf station Monistrol de Montserrat loopt de Cremallera de Montserrat, een tandradspoorweg. Verreweg de snelste manier om boven te komen is door middel van de kabelbaan van Montserrat, die vertrekt vanaf het station Aeri de Montserrat, aan dezelfde spoorlijn van de FGC.